# Зив, Павел Яковлевич
Павел Яковлевич Зив (род. 1884 — 8 октября 1937) — государственный деятель, специалист внешней торговли, директор Главпивпрома СССР.

## Биография
Уроженец Виленской губернии. Еврей. Образование начальное. Член ВКП(б). 
В 1919-1920 член коллегии Кирсановской учека, член уисполкома, член укома РКП(б), один из руководителей борьбы с "боевой дружиной" А.С. Антонова.
С 12 июня по 4 декабря 1922 года был включён в состав Полномочного представительства РСФСР в Варшаве, занимал пост — уполномоченного наркомата внешней торговли РСФСР в республике Польша.
В 1923 году был утверждён в должности торгпреда с направлением на службу в Эстонию.
В 1924 году был утверждён директором-распорядителем в специально созданное большевиками в Америке акционерное общество для внешней торговли — Амторг. После трагической смерти руководителя Амторга И. Я. Хургина, был назначен главой общества.
В 1930 году работал начальником иностранного сектора ВАТО СССР.
В 1936 году служил в наркомате пищевой промышленности СССР — директор Главпивпрома СССР. Зам. начальника Гл. управления молочной промышленности Наркомата пищевой промышленности СССР.
В 1937 году был арестован по сфабрикованному делу, после следствия осужден по статье 58 (1-й категория). 8 октября 1937 года — расстрелян.